# Єлизавета: Золотий вік
«Єлизавета: Золотий вік» (англ. Elizabeth: The Golden Age) — британсько фільм-драма 2007 року про період правління з 1585 по 1590 роки англійської королеви Єлизавети I під час англо-іспанської війни, перемогу над Іспанською Армадою, а також про складні взаємини королеви з шукачем пригод сером Волтером Релі.
Фільм є продовженням фільму 1998 року «Єлизавета». Сценарій фільму був написаний Вільямом Ніколсоном і Майклом Герстом, режисером фільму, так само як і першої частини, став Шекхар Капур. Головні ролі зіграли Кейт Бланшетт і Клайв Оуен.
Прем'єра фільму відбулась 9 вересня 2007 року на щорічному кінофестивалі в Торонто. Фільм є лауреатом премії «Оскар» в номінації «Найкращі костюми» і був номінований і на премію «Золотий глобус» у категорії «Найкраща акторка (драма)» (Кейт Бланшетт за роль Єлизавети I).

## Сюжет
Події фільму відбуваються 1585 року. Католицька Іспанія на чолі з королем Філіпом II — одна з найсильніших держав світу того часу. Вважаючи протестантську Англію загрозою для Іспанії, а також незадоволений частими нападами англійських піратів на іспанські судна, Філіп розгорнув кампанію із захоплення Англії, плануючи приєднати її землі до Іспанії та зробити свою доньку Ізабеллу королевою Англії.
Тим часом в Англії радник королеви Френсіс Вослінгем (Джеффрі Раш) наполягає на шлюбі королеви Єлизавети I (Кейт Бланшетт) з одним із претендентів, серед яких були Іван Грозний, король Швеції Ерік XIV і австрійський ерцгерцог Карл. У неодруженої королеви немає спадкоємців, і після її смерті трон Англії може перейти до Марії Стюарт (Саманта Мортон).
Включавшись у боротьбу проти планів Філіпа Іспанського, Єлизавета несподівано виявляється вирваною з виру державних подій зустріччю з авантюристом і піратом Волтером Релі (Клайв Оуен). Він щойно повернувся з Нового Світу, захоплений своїми ідеями, повний знань про незвіданий світ за величезним океаном, і змусив Єлизавету відчути те, як холодно знаходитися одній на високому троні, усвідомити, що зроблений багато років тому вибір «одружитися з Англією» позбавив її радості ділити свою долю не просто з коханою людиною, але просто відчувати близькість, єдність і спорідненість з ким-небудь, позбавив радості материнства і прирік на вічну самотність. Але свій жереб вона кинула вже давно і не зверне зі шляху.

## В ролях
- Кейт Бланшетт — Єлизавета I
- Клайв Оуен — сер Волтер Релі
- Джеффрі Раш — сер Френсіс Волсінгем
- Еббі Корніш — Бесс Трокмортон
- Саманта Мортон — Марія Стюарт
- Жорді Молья — Філіп II
- Едді Редмейн — Томас Бебінгтон
- Ріс Іванс — Роберт Рестон
- Том Голландер — Аміас Полет
- Сьюзен Лінч — Аннетт
- Девід Трелфолл — Джон Ді
- Адам Годлі — Вільям Волсінгем
- Лоуренс Фокс — сер Крістофер Гаттон
- Едріан Скарборо — Келлі

## Касові збори
За перші вихідні в США та Канаді «Єлизавета: Золотий вік» зібрав 6,1 млн доларів, посівши шосте місце в чарті. У Великій Британії та Ірландії фільм зайняв 4 місце зі зборами за прем'єрні вихідні 2,7 мільйона доларів. Сумарні збори по всьому світу за станом на грудень 2007 року склали 52 340 000 доларів.
Під час показу в Україні, що розпочався 15 листопада 2007 року, протягом перших вихідних фільм демонстрували на 70 екранах, що дозволило йому зібрати $307,500 і посісти 1 місце в кінопрокаті того тижня. Фільм опустився на 2 позицію українського кінопрокату наступного тижня, хоч ще демонструвався на 70 екранах і зібрав за ті вихідні ще $135,004. Загалом фільм в кінопрокаті України зібрав $632,288, посівши 25 місце серед найбільш касових фільмів 2007 року.

## Зміни
Так само як і в першому фільмі творці картини змінили деякі факти та дати з історії. Нижче перераховані основні відмінності фільму від реальних подій:
- 1585 року Єлизаветі I виповнилося вже 52 роки. Сцени демонстрації можливих наречених королеви насправді відбувалися набагато раніше. Іван Грозний помер роком раніше — 1584. Мало того, Єлизаветі пред'являють портрет Івана IV, написаний Віктором Васнєцовим 1897 року.
- Під час військових дій 1588 року інфанті Ізабеллі виповнився 21 рік, у фільмі її роль грає маленька дівчинка.
- Любовний зв'язок і таємний шлюб між Волтером Релі і Єлизаветою Трокмортон датується 1591 роком, того ж року народився їхній первісток, який помер від чуми у віці півроку. Єлизавета I перша дізналась про шлюб 1592 року, після чого Релі був ув'язнений в Тауер на п'ять років. У фільмі Єлизавета I дізнається про шлюб свого фаворита та фрейліни до нападу Іспанської Армади, яке датується 1588 роком.

## Факти
- Натурні зйомки проходили в Тауері, Кембриджі та старовинних соборах Англії. Сцени за участю іспанців також знімались в Англії.
- Спеціально для зйомок фільму з колод і сталевих рам був побудований 54-метровий макет корабля з механізмом для імітування качки[6].
- Кейт Бланшетт вже грала роль королеви Єлизавети у фільмі «Єлизавета» 1998 року.

## Нагороди та номінації
- 2007
  - Премія Satellite Awards
- 2008
  - Номінація на «Оскар» у двох категоріях («Найкраща жіноча роль» і «Найкращий дизайн костюмів»)
  - Номінація на премію «Золотий глобус» у категорії «Найкраща акторка (драма)»
  - Номінація на премію BAFTA в чотирьох категоріях